# Корхаз утчаї (стадіон)
«Стадіон Корхаз утчаї» (угор. Stadion Kórház utcai) — багатофункціональний стадіон у місті Бекешчаба, Угорщина, домашня арена ФК «Бекешчаба 1912».
Стадіон побудований та відкритий 1974 року. У 2017 році реконструйований.